# ジェームズ・ラブロック
ジェームズ・ラブロック（英: James Lovelock, CH CBE FRS、1919年7月26日 - 2022年7月26日）は、イギリスの科学者、未来学者、作家。環境主義者。大英帝国勲章受章者。グレートブリテン島の南西、コーンウォール在住。地球を一種の超個体として見たガイア理論の提唱者として有名である。

## 経歴
ラブロックはレッチワースに生まれた。マンチェスター大学で化学を学び、ロンドンの医学研究所に職を得た。1948年、London School of Hygiene and Tropical Medicine にて医学のPh.D.を取得。その後アメリカ合衆国でイェール大学、ベイラー大学、ハーバード大学での研究に従事した。
ラブロックは様々な科学的機器を開発し、その一部はアメリカ航空宇宙局で惑星探査計画に採用された。ラブロックがガイア仮説を生み出したのはNASAで働いていたころである。
1961年初め、ラブロックは NASA に採用され、地球以外の大気と惑星地表の分析のための精密機器の開発に従事した。1970年代後半のバイキング計画は火星探査計画であり、火星に生命が存在するかどうかを判断することが目的の1つであった。そのために様々なセンサーや実験が用意された。1974年王立協会フェロー選出。
この仕事を行っているうちに、ラブロックは火星の大気組成に興味を持つようになった。火星に生命があるとしたら、その大気を利用せざるを得ないし、生命活動があれば組成に影響を与えているはずだと考えたからである。しかし、実際の火星の大気は化学平衡に近い安定した状態であることがわかり、酸素やメタンや水素が非常に少なく、二酸化炭素が多すぎることがわかった。
ラブロックにとって、火星の大気と化学的に変動する地球の生物圏の大気の明確なコントラストは火星上の生命の不在を強く暗示していた。それでもバイキングは火星に向けて打ち上げられ、生命を探査することになった。今までのところ、現存する生命の証拠も絶滅した生命の痕跡も発見されていない（ただし、最近になって大気に予期しないメタンの存在が発見され、興味を呼び起こしている）。
ラブロックは電子捕獲型検出器 (ECD) を発明した。これを使って、CFCの永続性と成層圏のオゾン層破壊にCFCが果たしている役割が明らかとなった。
ラブロックは海洋生物学会 (MBA) の会長を務めた。1974年には王立協会フェローに選ばれ、1990年にオランダ王立芸術科学アカデミーから環境部門で第1回のハイネケン賞を授与された。2003年、エリザベス2世から Companion of Honour に叙せられた。

## 論争

### ガイア
ガイア理論は環境主義者らからは広く受け入れられたが、科学界全体には完全に受け入れられたわけではない。批評者の中でもリチャード・ドーキンスとフォード・ドゥーリトルが有名である。
批判者が指摘するのは自然選択説が個体に関するものであって、惑星規模の恒常性にそれを適用できるかどうか不明であるという点である。それに対してラブロックは、デイジーワールドのようなモデルで個体レベルの効果が惑星規模の生態系に変換される様子を描いた。しかし、地球システム科学は揺籃期にあり、デイジーワールドのモデルが地球の生物圏と気候の複雑さにどう当てはまるのかはまだ不明確である。

### 原子力
ラブロックは温室効果による地球温暖化の脅威について懸念するようになってきた。2004年、彼は「原子力だけが地球温暖化を停止させることができる」と宣言し、仲間の環境保護活動家らと袂を分かち、メディアに大きく取り上げられた。彼は、化石燃料の代替としてエネルギー需要を満たしつつ、温室効果を削減する現実的な解は、原子エネルギーしかないと考えた。
2005年、新たなイギリス政府が原子力に関心を寄せ始めたのを背景として、ラブロックは再び公然と原子力支持を表明し、環境保護運動家らが原子力反対運動をやめるべきだと主張した。
彼が原子力支持を公に表明したのは最近だが、その考え方は長年持っていた。1988年の著書 The Ages Of Gaia で、彼は次のように書いている。
「私は常に放射性崩壊や原子力を、正常で必然的な環境の一部としか見ていない。我々の原核生物の先祖は、超新星による様々な元素の合成で生まれた惑星規模の放射性降下物の塊り上で進化したのだ」

### 人類の大量死
イギリスの新聞インデペンデントは2006年1月、ラブロックの談話として、地球温暖化の結果として21世紀末には「何十億もの人々が死に、気候的に耐えられる極地でごく少数が生き残るだろう」と書いた。
彼の主張によれば、21世紀末までに温帯の平均気温は 8°C、熱帯の平均気温は最高 5°C 上昇し、世界のほとんどの土地が居住不可能となり、農業もできなくなる。「我々は、変化の恐ろしいペースに留意し、残された時間が少ないことを理解する必要がある。各国は可能な限り文明を保持するために資源の最良の使用法を見つけなければならない」と彼は言う。

## 著作
- (2000年) [1979年]. Gaia: A New Look at Life on Earth (3rd ed. ed.). Oxford University Press. ISBN 0-19-286218-9
  - 『地球生命圏 ガイアの科学』星川淳訳 工作舎 1984年 ISBN 4-87502-098-8／新装版 2023年 ISBN 978-4-87502-559-7
- (1983年). Great Extinction. Michael Allaby との共著. Doubleday. ISBN 0-385-18011-X
  - 『恐龍はなぜ絶滅したか：進化史のミステリーに挑む』中沢宣也・萩原輝彦訳 講談社ブルーバックス 1984年 ISBN 4-06-118189-0
- (1984年). The Greening of Mars. Michael Allaby との共著. Warner Books. ISBN 0-446-32967-3
- (1995年) [1988年]. Ages of Gaia. Oxford University Press. ISBN 0-393-31239-9
  - 『ガイアの時代 地球生命圏の進化』星川淳訳 工作舎 1989年 ISBN 4-87502-158-5
- (2001年) [1991年]. Gaia: The Practical Science of Planetary Medicine. Oxford University Press US. ISBN 0-19-521674-1
  - 『ガイア　地球は生きている』松井孝典監修、竹田悦子訳、ガイアブックス 2003年 ISBN 4-88282-330-6
  - 『GAIA ガイア　生命惑星・地球』糸川英夫 監訳、NTT出版 1993年
- (1991年). Scientists on Gaia. Cambridge, Mass., USA: MIT Press. ISBN 0-262-19310-8
- (2005年). Gaia: Medicine for an Ailing Planet. Gaia Books. ISBN 1-85675-231-3
- (2000年). Homage to Gaia: The Life of an Independent Scientist. Oxford University Press. ISBN 0-19-860429-7 ラブロックの自伝
- (2006年). The Revenge of Gaia: Why the Earth Is Fighting Back - and How We Can Still Save Humanity. Santa Barbara (California): Allen Lane. ISBN 0-7139-9914-4
  - 『ガイアの復讐』秋元勇巳監修、竹村健一訳、中央公論新社 2006年 ISBN 4-12-003774-6
- 『ノヴァセン 〈超知能〉が地球を更新する』藤原朝子監訳、松島倫明訳 NHK出版 2020年